# Astelia australiana
Astelia australiana là một loài thực vật có hoa trong họ Asteliaceae. Loài này được (J.H.Willis) L.B.Moore mô tả khoa học đầu tiên năm 1966.